# Pseudophacopteron wagneri
Pseudophacopteron wagneri är en insektsart som beskrevs av Malenovsk² och Burckhardt 2009. Pseudophacopteron wagneri ingår i släktet Pseudophacopteron och familjen Phacopteronidae. Inga underarter finns listade i Catalogue of Life.